# Andy Earl
Andrew Thomas Earl (Christchurch, 12 de septiembre de 1961) es un exjugador neozelandés de rugby que se desempeñaba como octavo.

## Selección nacional
Fue convocado a los All Blacks por primera vez en junio de 1986 para enfrentar a Les Bleus y disputó su último partido en julio de 1992 frente a los Wallabies. En total jugó 14 partidos y marcó cuatro tries (12 puntos de aquel entonces).

### Participaciones en Copas del Mundo
Disputó dos Copas del Mundo: Nueva Zelanda 1987 donde se consagró campeón del Mundo e Inglaterra 1991 donde los All Blacks obtuvieron el tercer puesto.
| Mundial                       | Sede          | Resultado     | PJ | Tries |
| ----------------------------- | ------------- | ------------- | -- | ----- |
| Copa Mundial de Rugby de 1987 | Nueva Zelanda | Campeón       | 1  | 1     |
| Copa Mundial de Rugby de 1991 | Inglaterra    | Tercer puesto | 3  | 1     |

## Palmarés
- Campeón del South Pacific Championship de 1986.
- Campeón de la Mitre 10 Cup de 1983.